# Le Late avec Alain Chabat
Le Late avec Alain Chabat est une émission de divertissement française présentée par Alain Chabat et diffusée sur TF1 en deuxième partie de soirée du 21 novembre au 2 décembre 2022. L'émission, qui s'inspire du format des late-night shows américains, comporte dix numéros et est produite par R&G Productions, qui collaborait déjà avec l'animateur sur sa précédente émission, Burger Quiz.

## Contexte
Le 16 septembre 2022, Alain Chabat annonce, au travers d'une vidéo postée sur Twitter et parodiant le roi Charles III, son arrivée à la tête d'un late-night show « tous les soirs, à 23 heures ». L'émission C médiatique révèle ensuite que le programme comportera dix numéros, diffusés pendant la Coupe du monde de football, du 21 novembre au 2 décembre 2022, informations confirmées par Alain Chabat sur le plateau de C à vous le 10 octobre 2022.
Dans une interview à Puremédias, l'animateur confie avoir voulu animer un tel format depuis des années, ce qui est rendu difficile par les grilles de programmation très changeantes des chaînes de télévision françaises. Cependant, avant l'été 2022, Ara Aprikian, directeur des programmes de TF1, l'informe que la programmation des matchs de la Coupe du monde de football lui offre la possibilité d'avoir un rendez-vous à heure fixe tous les soirs et lui propose d'enregistrer dix numéros d'une heure.
Avant la diffusion des dix numéros prévus, Alain Chabat annonce que l'émission n'en comptera sans doute pas d'autres, évoquant la grille de TF1, qui n'offre habituellement pas d'horaire fixe pour sa deuxième partie de soirée, ainsi que son âge. Xavier Gandon, directeur des antennes de TF1, confirme qu'un retour de l'émission n'est pas à l'ordre du jour mais affirme vouloir travailler à nouveau avec l'animateur sur un autre projet.

## Description
S'inspirant des late-night shows américains, Le Late avec Alain Chabat est diffusée le soir, à 22 h 55, mais n'est cependant pas tourné en direct, les dix numéros étant enregistrés entre le 26 octobre et le 8 novembre 2022. Le plateau de l'émission reprend également les codes des late shows, se composant d'un bureau pour l'animateur et de deux fauteuils pour les invités, avec en fond une vue d'une ville de nuit, en l'occurrence Helsinki.
Alain Chabat ouvre chaque numéro par un monologue et donne la parole à une ou plusieurs personnalités disséminées dans le public, avant de recevoir son invité principal. Comme dans les late-shows américains, les interviews sont préparées à l'avance mais gardent une part d'improvisation. L'émission comporte également une prestation musicale en live, des jeux, des fausses pubs humoristiques ainsi que du stand-up.
Contrairement aux émissions dont il s'inspire, Le Late avec Alain Chabat ne traite pas d'actualité immédiate mais évoque de grands thèmes d'actualité plus généraux, l'animateur préférant se concentrer sur le spectacle et le divertissement.
Un groupe est présent en continu sur le plateau, Les Laters, menés par Sly Johnson, Dalenda Mélodie Sina et Sébastien Avispa. Le thème du générique est inspiré par le titre Sylvie de Mr. Oizo et Phra.

## Liste des émissions
| N°                                                                    | Jours de diffusion | Invités | Humoristes       | Live                             | Caméos dans le public                              | Nombre de téléspectateurs | Part d'audience | Références |
| --------------------------------------------------------------------- | ------------------ | --- | ---------------- | -------------------------------- | -------------------------------------------------- | ------------------------- | --------------- | ---------- |
| 1                                                                     | 21 novembre 2022   | Jean Dujardin et Jean-Pascal Zadi                                                                                      | Tania Dutel      | Wet Leg et RB Dance Company      | Vincent Dedienne et Sandrine Kiberlain             | 1 070 000                 | 10,2 %          | [ 12 ]     |
| 2                                                                     | 22 novembre 2022   | Jamel Debbouze, Charlotte Gainsbourg, Orelsan et Clément Cotentin                                                      | –                | Orelsan                          | Pierre Richard, Dominique Farrugia et Lyna Khoudri | 1 560 000                 | 15,8 %          | [ 13 ]     |
| 3                                                                     | 23 novembre 2022   | Monica Bellucci et Laurent Lafitte                                                                                     | –                | Thumpasaurus                     | Stéphane Bak et Maurice Barthélemy                 | 976 000                   | 9,2 %           | [ 14 ]     |
| 4                                                                     | 24 novembre 2022   | Jérôme Commandeur, Angèle et Patrick Timsit                                                                            | Djimo            | Angèle                           | Jean-Paul Rouve et Maurice Barthélemy              | 980 000                   | 9 %             | [ 15 ]     |
| 5                                                                     | 25 novembre 2022   | Léa Drucker, Pio Marmaï et Benoît Magimel                                                                              | –                | Catherine Ringer                 | Anne Depétrini et Thomas VDB                       | 865 000                   | 7,9 %           | [ 16 ]     |
| 6                                                                     | 28 novembre 2022   | Marina Foïs, Fred Testot, Alice Belaïdi et Gérard Darmon                                                               | –                | Disiz                            | Jérôme Niel et Fred Testot                         | 991 000                   | 9,8 %           | [ 16 ]     |
| 7                                                                     | 29 novembre 2022   | Gilles Lellouche, Anaïs Demoustier, Doria Tillier, Vincent Lacoste, Oulaya Amamra, Quentin Dupieux et Jean-Pascal Zadi | Yacine Belhousse | Nilüfer Yanya                    | Grégoire Ludig et David Marsais                    | 691 000                   | 6,3 %           | [ 16 ]     |
| 8                                                                     | 30 novembre 2022   | Philippe Katerine et Géraldine Nakache                                                                                 | –                | Etienne Daho                     | Djimo et Marina Foïs                               | 765 000                   | 7,6 %           | [ 17 ]     |
| 9                                                                     | 1er décembre 2022  | Édouard Baer et Stéfi Celma                                                                                            | Haroun           | Delilah Bon                      | Maurice Barthélemy et Sami Outalbali               | 880 000                   | 9,2 %           | [ 18 ]     |
| 10                                                                    | 2 décembre 2022    | Guillaume Canet, Vincent Cassel et Gilles Lellouche                                                                    | Bun Hay Mean     | Matthieu Chedid et Bigflo et Oli | Fary, Jamel Debbouze et Jean-Paul Rouve            | 1 075 000                 | 9,9 %           | [ 18 ]     |
| Légende Plus hauts chiffres d'audiences Plus bas chiffres d'audiences |                    | |                  |                                  |                                                    |                           |                 |            |

## Accueil et bilan d'audiences

### Accueil de l'émission
Le Late avec Alain Chabat reçoit un accueil positif mais nuancé. La prestation de l'animateur est saluée par Télérama, pour qui il est « probablement le seul à pouvoir enfiler le costume trois pièces du host planté derrière un bureau ». Pour le Parisien, Alain Chabat a su perpétuer « l'esprit Canal+ » et l'humour des Nuls tandis que Les Inrockuptibles y voient « ce que pourrait être la télé française, avec un peu plus d‘imagination ».
Télérama loue la prestation de certains invités comme Jean Dujardin ou Léa Drucker mais regrette le surjeu et le manque de rythme de certaines interviews. L'Obs regrette pour sa part de retrouver principalement les invités habituels des émissions d'Alain Chabat mais apprécie leur complicité avec l'animateur. Le choix des humoristes et des artistes musicaux est également apprécié par plusieurs titres de presse,.
Le principal sujet des critiques est le manque d'ancrage dans l'actualité provoqué par l'enregistrement de l'émission plusieurs semaines avant sa diffusion,. L'Obs apprécie cependant cette absence d'actualité et de promotion, qui donne selon son journaliste un aspect « good vibes » à l'émission.

### Bilan d'audiences
En moyenne, les dix numéros du Late avec Alain Chabat ont réuni 985 000 téléspectateurs en audience veille, soit 9,5 % du public, un score inférieur aux standards de TF1 en deuxième partie de soirée. Ces audiences, jugées décevantes par plusieurs médias,, s'inscrivent dans une série d'échecs pour le format du late-night show à l'américaine en France.
L'émission enregistre cependant de bonnes audiences en replay. Le premier numéro gagne ainsi 540 000 spectateurs en une semaine, soit une audience consolidée de 1,6 million de téléspectateurs (14,3 % de part d'audience).